# I krig och kärlek... och Göteborg
I krig och kärlek... och Göteborg är den svenska proggruppen Andra bullars andra och sista studioalbum, utgivet 1982 på skivbolaget Silence Records (skivnummer SRS 4671).

## Låtlista
A
1. "Gröna män och gråa män" – 3:46 (Alf Hambe)
2. "Kosterflickornas visa" – 1:31 (Evert Taube)
3. "Död fisk"  – 1:00 (Helfrid Lambert, Bengt Sahlberg)
4. "Mattsson på Gårda" – 1:57 (trad.)
5. "Egon" – 2:07 (trad.)
6. "Tullvisa" – 2:56 (trad.)
7. "Kamratskap" – 2:50 (Niels Hausgaard, svensk text: Margareta Abrahamsson)
8. "Soldat, soldat" – 1:30 (Wolf Biermann, svensk text: Kaj Lundgren)

B
1. "En bra karl" – 2:42 (Eddie Green, svensk text: Gunnell Bergstrand)
2. "Chicago" – 2:03 (trad.)
3. "Luffarvisa" – 3:28 (Bob Dylan, svensk text: Kent Andersson)
4. "Likadant som igår" – 3:52 (Margareta Abrahamsson, Malte Krook)
5. "Orderna de komma" – 2:42 (trad.)
6. "Soldaten han kom ifrån kriget" – 2:59 (trad.)
7. "Äktenskapsgrälet" – 1:25 (trad.)
8. "Flickan i Redbergslid" – 1:34 (trad.)

## Medverkande
- Margareta Abrahamsson – sång, mandolin, dragspel, trummor
- Gunnell Bergstrand – sång, gitarr, blockflöjt
- Eva Blume – sång, gitarr, fiol, mandolin
- Malte Krook – bas, gitarr, sång, piano
- Annika Nordström – sång, gitarr, trombon, triangel
- Agneta Reftel – sång, gitarr, trummor

### Fotnoter
1. ↑  ”Andra bullar”. Progg.se. Arkiverad från originalet den 18 augusti 2010. https://web.archive.org/web/20100818215723/http://www.progg.se/band.asp?ID=43&skiva=1338. Läst 1 september 2012.